# Castes in India: Their Mechanism, Genesis and Development
Castes in India: Their Mechanism, Genesis and Development (Nederlands: Kasten in India: hun mechanisme, ontstaan en ontwikkeling) is een paper over het Indische kastenstelsel dat de Indiase academicus en politicus Bhimrao Ramji Ambedkar op 9 mei 1916 in New York presenteerde op het antropologisch seminar van Alexander Goldenweiser. De tekst werd een jaar later als artikel gepubliceerd in het tijdschrift Indian Antiquary (jaargang 46) in mei 1917. Datzelfde jaar behaalde Ambedkar zijn PhD aan de Columbia-universiteit voor zijn onderzoek naar dit thema. In 1979 publiceerde het Ministerie van Onderwijs van de staat Maharashtra in Bombay het artikel in Deel 1 van de collectie van Ambedkars geschriften en toespraken. Het artikel is in veel talen vertaald.
In het paper presenteerde Ambedkar het Indische kastenstelsel als een sociaal fenomeen dat voortkwam uit de strategie van de brahmanen, die strikte endogamie (alleen trouwen binnen de eigen groep) toepasten. Dit stimuleerde andere groepen in de samenleving om hetzelfde te doen, omdat ze deze zelfverklaarde elite wilden navolgen (sanskritisering). Ambedkar stelde: "Derhalve betekent de verheffing van endogamie boven exogamie het creëren van de kaste".

## Inhoud

### Inleiding
Ambedkar presenteerde zijn paper Castes in India: Their Mechanism, Genesis and Development op een antropologisch seminar, waarbij hij opende met de volgende verklaring:

Ik hoef u nauwelijks te herinneren aan de complexiteit van het onderwerp dat ik van plan ben te behandelen. Subtielere geesten en bekwamere pennen dan de mijne zijn tot de taak gebracht om de raadselen van de kaste te ontrafelen; maar helaas blijft het nog steeds in het domein van het 'onverklaarde', om nog maar te zwijgen van het 'onbegrepene'. Ik ben heel goed op de hoogte van de complexe fijne kneepjes van een grijze instelling als de kaste, maar ik ben niet zo pessimistisch om haar te verwijzen naar het gebied van het onkenbare, want ik meen dat zij kenbaar is. De kaste is een enorm probleem, zowel theoretisch als praktisch. In de praktijk is het een instelling die enorme gevolgen voorspelt. Het is een lokaal probleem, maar een probleem dat tot veel groter onheil in staat is, want "zolang de kaste in India bestaat, zullen hindoes nauwelijks trouwen of enige sociale omgang hebben met buitenstaanders; en als hindoes naar andere regio's op de Aarde migreren, zou de Indiase kaste een wereldprobleem worden." Theoretisch heeft het een groot aantal geleerden getrotseerd die het op zich hebben genomen, als een liefdeswerk, om in de oorsprong ervan te graven. Aangezien dit het geval is, kan ik het probleem niet in zijn geheel behandelen. Ik ben bang dat tijd, ruimte en inzicht me allemaal in de steek zouden laten als ik iets anders zou proberen dan me te beperken tot een fase ervan, namelijk het ontstaan, het mechanisme en de verspreiding van het kastenstelsel. Ik zal deze regel strikt naleven en zal alleen stilstaan bij externe zaken als het nodig is om een punt in mijn stelling te verduidelijken of te ondersteunen.

### Ontstaan

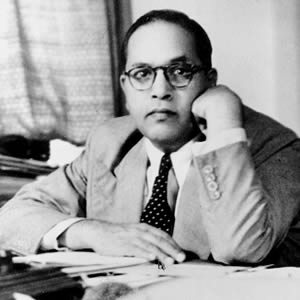
Ambedkar als professor economie in 1918

Ambedkar meende dat etnisch gezien alle mensen heterogeen zijn. Volgens hem vormt het Indisch subcontinent niet slechts een geografische eenheid, maar ondanks grote taalkundige en uiterlijke verschillen tussen de inwoners ook een diepere culturele eenheid. De eenheid van cultuur is de basis van homogeniteit, wat het moeilijk maakt om het bestaan van kasten te verklaren. Als de hindoesamenleving slechts een los verband was van elkaar uitsluitende eenheden, dan was het eenvoudig te verklaren, maar de kaste is een "verkaveling" van een reeds homogene eenheid en dus moet het ontstaan van de kaste worden verklaard vanuit dit verkavelingsproces.
Ambedkar beschouwde de definities van de kaste die Émile Senart, John Nesfield, Herbert Hope Risley en Shridhar Venkatesh Ketkar hadden voorgesteld als op zichzelf incompleet of onjuist; ze zouden alle vier het centrale aspect in het mechanisme van het kastenstelsel hebben gemist. Senarts "idee van bevuiling" is een kenmerk van de kaste in zoverre dat kaste een religieuze smaak heeft. Nesfield stelde dat "het ontbreken van menging" met mensen buiten de eigen kaste een van de kenmerken is, maar Nesfield had volgens Ambedkar gevolg en oorzaak met elkaar verward: een kaste is immers een gesloten groep die van nature alle sociale omgang met buitenstaanders beperkt, waaronder menging. Risley had volgens Ambedkar geen nieuwe inzichten aan het debat toe te voegen. Ambedkar lichtte toe dat Ketkars definitie van "verbod op gemengde huwelijken" en "lidmaatschap door autogenie" (zelfvoortplanting) twee kenmerken van de kaste zijn die afhankelijk van elkaar zijn en in feite twee zijden van dezelfde medaille. Het verbod op gemengde huwelijken heeft immers tot gevolg dat het lidmaatschap van de groep beperkt wordt tot de mensen die binnen de groep worden geboren.
Ambedkar evalueerde dat de endogamie (het ontbreken van gemengde huwelijken) het enige kenmerk is dat als de essentie van de kaste kan worden genoemd en het enige kenmerk dat alleen op de kaste van toepassing is. Volgens de hindoeïstische opvatting van exogamie is het niet per se verboden dat sapinda's (bloedverwanten) met elkaar trouwen, maar wel als sagotra's (mensen met een patrilineaire stamboom (gotra) die teruggaat op dezelfde stamvader) met elkaar trouwen; dat wordt beschouwd als heiligschennis (een vorm van incest). Hoewel mensen dus verplicht zijn om binnen hun eigen kaste te trouwen (endogamie), wordt ook de plicht om buiten de sagotra's om te trouwen (exogamie) strikt gehanteerd en de straffen voor het schenden van de exogamieplicht zijn zwaarder dan voor het schenden van de endogamieplicht. "Derhalve betekent de verheffing van endogamie boven exogamie het creëren van de kaste."

### Mechanisme
Ambedkar meende dat weduweverbranding (sati), gedwongen weduwschap en kinderhuwelijken gewoonten zijn die hoofdzakelijk zijn bedoeld om het probleem van overtollige vrouwen (weduwen) en overtollige mannen (weduwnaren) binnen een kaste op te lossen en de endogamieplicht van de kaste te handhaven. Strikte endogamie kon namelijk niet worden volgehouden zonder deze gewoonten en zonder endogamie is er geen sprake van een kaste.
Volgens Ambedkar waren sati (de verbranding van de weduwe op de crematiebrandstapel van haar overleden echtgenoot) en gedwongen weduwschap (het een weduwe verbieden om te hertrouwen; tot de Hindu Widows' Remarriage Act van 1856 mochten hindoevrouwen in India niet hertrouwen) allebei uitgevonden om het probleem van overtollige vrouwen op te lossen zodat ze niet met mannen van buiten de kaste gingen trouwen. Vrouwen waren een makkelijk doelwit voor allerlei onrechtvaardige religieuze, sociale of economische dwangbevelen. Anderzijds werden mannen door het kastenstelsel bevoordeeld ten opzichte van vrouwen en waren ze in iedere groep dominante figuren met meer prestige naar wiens wensen er diende te worden geluisterd. Derhalve werden overtollige mannen niet hetzelfde behandeld als overtollige vrouwen. Om het mannenoverschot op te lossen werd het 'meisjeshuwelijk' uitgevonden: normaal gesproken werden meisjes pas op huwbare leeftijd uitgehuwelijkt, maar voor de weduwnaren werd er een uitzondering gemaakt om ze te kunnen koppelen aan een minderjarig meisje en zo te voorkomen dat hij met een vrouw van buiten zijn kaste zou trouwen. Ambedkar beschouwde dit als vrouwenonderdrukking en meende dat het kastenstelsel en de hindoeïstische religie vrouwen tot slachtoffers maakt.

### Ontwikkeling
Ambedkar redeneerde dat de "oorsprong van de kaste" hetzelfde was als "de oorsprong van het mechanisme voor endogamie". Hij behandelde klasse en kaste als verwante begrippen door te zeggen: "een kaste is een afgesloten klasse".
Wat hem betreft waren de brahmanen waarschijnlijk de stichters van het kastenstelsel, omdat zij ermee begonnen waren om een strikt endogaam beleid te voeren en daarmee andere groepen aan te zetten om het voorbeeld van deze zelfverklaarde elite te volgen. De priesterklasse zou in alle antieke beschavingen aan de bron van deze "onnatuurlijke institutie" staan die op onnatuurlijke wijze tot stand zou zijn gekomen en op onnatuurlijke wijze in stand zou worden gehouden.